# 안주섭
안주섭(安周燮, 1947년 ~ )은 대한민국의 군인이다. 육군 중장으로 예편한 후 제11대 대통령경호실장과 제24대 국가보훈처장을 역임하였다. 본관은 순흥이며, 전라남도 곡성군 출생이다.

## 학력
- 광주고등학교 졸업
- 육군사관학교 학사
- 육군보병학교 졸업
- 육군대학 졸업
- 전주대학교 지역정책대학원 행정학 석사
- 명지대학교 대학원 인문과학 박사

## 경력
- 육군본부 감찰실 검열과장
- 제35보병사단장 (소장)
- 육군대학 총장 (중장)
- 대통령경호실장 (차관급)
- 국가보훈처장 (장관급)
- 한국코치협의회 의장
- 한국코치협의회 회장
- 중앙대학교 초빙교수

## 수상
- 1981년 : 보국훈장 삼일장
- 1987년 : 국무총리 표창
- 1993년 : 대통령 표창
- 1994년 : 대통령 부대표창
- 1996년 : 보국훈장 천수장

| 전임 김광석 | 제11대 대통령경호실장 1998년 2월 25일 ~ 2003년 2월 24일 | 후임 김세옥 |

| 전임 이재달 | 제24대 국가보훈처장 2003년 3월 3일 ~ 2004년 9월 23일 | 후임 박유철 |